# اورنج (نیوجرسی)
اورنج (به انگلیسی: Orange) شهری در ایالت نیوجرسی کشور ایالات متحده آمریکا است که جمعیت آن در سرشماری سال ۲۰۱۰ میلادی، ۳۰٬۱۳۴ نفر بوده‌است.